# God of War (jogo eletrônico de 2018)
God of War é um jogo eletrônico de ação-aventura desenvolvido pela Santa Monica Studio e publicado pela Sony Interactive Entertainment (SIE). Foi lançado em 20 de abril de 2018 para PlayStation 4 e em 14 de janeiro de 2022 para Microsoft Windows. É o oitavo título da série principal God of War e também o oitavo em ordem cronológica, sendo sequência dos eventos ocorridos em God of War III (2010). Ao contrário dos jogos anteriores, que eram vagamente baseados na mitologia grega, este título é vagamente baseado na mitologia nórdica, com a maior parte do tempo situado na antiga Noruega no reino de Midgard. Pela primeira vez na série, há dois protagonistas principais: Kratos, o antigo deus da guerra grego que é acompanhado por seu jovem filho Atreus. Após a morte da segunda esposa de Kratos e mãe de Atreus, eles viajam para cumprir sua promessa de espalhar suas cinzas no pico mais alto dos nove reinos. Kratos mantém seu passado conturbado em segredo de Atreus, que não tem consciência de sua natureza divina. Ao longo da jornada, eles encontram monstros e deuses do mundo nórdico.
Descrita pelo diretor criativo Cory Barlog como uma reimaginação para a franquia, a jogabilidade do jogo foi completamente reconstruída, com uma grande mudança sendo que Kratos não usa mais suas lâminas duplas como armas principais; ao invés disso, ele usa um machado de guerra mágico chamado Machado Leviatã. Outra mudança notável é a câmera; o jogo usa um sistema de câmera livre sobre o ombro em oposição à câmera fixa vista nos títulos anteriores. Além disso, o jogo não contém cortes de câmera e é apresentado em plano-sequência, sendo o primeiro jogo triple A tridimensional da história à apresentar uma cinematografia em plano-sequência. Há também elementos semelhantes aos jogos de RPG e o filho de Kratos, Atreus, pode fornecer assistência durante o jogo. A maioria da equipe de desenvolvimento do primeiro jogo da série trabalhou em God of War e o projetou para ser melhor acessível. Um pequeno jogo baseado em texto, A Call from the Wilds, foi lançado em 1 de fevereiro de 2018 através do Facebook Messenger, e segue Atreus em sua primeira aventura.
God of War foi aclamado pela crítica especializada, recebendo elogios por sua narrativa, projeção do mundo, direção de arte, trilha sonora, gráficos, personagens, sistema de combate e sentimento cinematográfico. Muitos revisores acharam que ele havia revitalizado com sucesso a série sem perder a identidade central dos jogos anteriores. Foi bem-sucedido comercialmente, vendendo mais de 23 milhões de unidades até novembro de 2022 e tornando-se um dos jogos mais vendidos do PlayStation 4 e o mais vendido da franquia. Considerado por múltiplas publicações como um dos melhores jogos eletrônicos de todos os tempos, God of War também recebeu diversos prêmios, incluindo muitos de Jogo do Ano. Uma romantização do jogo foi lançada em agosto de 2018, seguida por uma série prequela de quadrinhos de quatro edições que foi publicada entre novembro de 2018 e fevereiro de 2019. Uma sequência, God of War Ragnarök, foi lançada em novembro de 2022 para PlayStation 4 e PlayStation 5.

## Jogabilidade

Kratos (centro) e seu filho Atreus (à esquerda) estão lutando contra um troll. Atreus pode ajudar em combate, como disparar flechas no comando do jogador. O HUD do jogo pode ser visto nos cantos inferiores esquerdo e direito. À esquerda mostra informações sobre Kratos, tais como sua saúde e quais ataques rúnicos estão equipados. À direita mostra informações semelhantes sobre Atreus.

God of War é um jogo eletrônico de ação-aventura apresentado a partir de uma perspectiva em terceira pessoa. O jogo conta com uma jogabilidade muito diferente dos jogos anteriores e foi reconstruído a partir do zero. Apesar de God of War: Ascension (2013) ter introduzido o modo multijogador para a série, este título é de apenas de um jogador. Ao contrário das edições anteriores, que contavam com uma câmera cinematográfica fixa em terceira pessoa (com exceção do side-scroller em 2D de 2007, Betrayal), este novo capítulo apresenta uma perspectiva em terceira pessoa com câmera livre posicionada sobre o ombro do personagem. Cinematograficamente, o jogo é apresentado em plano-sequência, sem cortes de câmera ou telas de carregamento. Inimigos no jogo derivam da mitologia nórdica, como trolls, ogros e draugrs, bem como as regressadas, seres distorcidos pela magia seiðr. O jogo é aberto à exploração, mas não é de mundo aberto. Devido ao fato dele ser explorável, os jogadores podem encontrar batalhas contra chefes opcionais e chefes regulares baseados em histórias. Além disso, os jogadores podem viajar rapidamente para locais diferentes.
Kratos utiliza um machado de guerra mágico chamado Machado Leviatã, que pode ser infundido com habilidades elementares e jogado em inimigos. Por exemplo, Kratos pode arremessá-lo contra um inimigo e magicamente chamá-lo de volta para sua mão (semelhante ao martelo do Thor, Mjölnir). Kratos também pode carregar o machado e soltar uma explosão de energia que causa dano à inimigos próximos. No jogo, o machado tem ataques leves e pesados; ataques pesados permitem que Kratos lance inimigos para o ar. Inimigos maiores, como um ogro, têm alvos precisos e jogar o machado nesses alvos vai atordoar o inimigo. A arma também pode ser lançada em objetos ambientais, como um contêiner, para provocar uma explosão que danificará os inimigos próximos. O Machado Leviatã pode ser melhorado usando runas, com um slot sendo para ataques leves e outro para ataques pesados. Isso proporciona aos jogadores uma variedade de opções para atender seu próprio estilo de jogo. Outra nova arma que Kratos utiliza é um escudo. Quando não está em uso, ele se dobra e aparece como uma armadura no antebraço esquerdo de Kratos. Quando convocado, o escudo pode ser usado ofensivamente e defensivamente. Kratos também utiliza um combate corpo-a-corpo, um recurso introduzido originalmente em Ascension.
Similar aos jogos anteriores, existe uma habilidade de "Fúria" chamada Fúria Espartana. Como nas versões anteriores, a habilidade "Fúria" possui um medidor que se enche gradualmente durante o combate. Com essa habilidade, Kratos usa poderosos ataques de mãos vazias, em oposição às armas, para causar grandes danos aos inimigos. O jogo também apresenta elementos semelhantes aos jogos de RPG. Existem recursos de criação para o jogador descobrir, na qual permitem criar novas ou atualizar blindagens existentes com melhores vantagens. Os jogadores também acumulam uma moeda chamada Hacksilver, um componente chave na elaboração e compra de novos itens. Pontos de experiência (XP) são usados para aprender novas habilidades de combate. Em todo o mundo do jogo, os jogadores encontram baús contendo itens aleatórios, como Hacksilver e encantamentos para melhorar armaduras e armas, bem como dois itens especiais, "Idunn Apples" e "Horns of Blood Mead", que aumentam o capacidade máxima dos medidores de saúde e fúria, respectivamente. Os medidores são reabastecidos por orbes verdes e vermelhos, respectivamente, encontrados em todo o mundo do jogo e derrubados por inimigos abatidos. Os Quick Time Events não são como nos jogos anteriores. Em vez disso, os inimigos exibem duas barras acima de suas cabeças, um para a saúde e outro para o atordoamento. Encher o medidor de atordoamento ajuda a derrotar inimigos mais difíceis. Quando o medidor de atordoamento estiver cheio, será exibido um botão de captura. Dependendo do inimigo, Kratos pode rasgá-lo ao meio, ou ele pode agarrá-los e jogá-los em outros inimigos, entre outros possíveis resultados. Como a capacidade de nadar foi cortada do jogo, em vez disso, os jogadores usam um barco para atravessar corpos de água quando necessário.
Embora os jogadores joguem como Kratos durante todo o jogo, há momentos em que o jogador controla passivamente o filho de Kratos, Atreus. Um botão é dedicado a seu filho e sua utilização depende do contexto. Por exemplo, se o jogador precisar de ajuda, ele pode olhar para um inimigo, apertar o botão e Atreus usará seu Arco de Garra para atirar flechas no inimigo. As flechas tem pouco efeito na saúde de um inimigo, mas aumentam o medidor de choque. Ao longo do jogo, Atreus ajuda no combate, na travessia, na exploração e na resolução de quebra-cabeças. Ao enfrentar um grande número de inimigos, ele distrai os mais fracos, enquanto Kratos luta contra os mais fortes. Se muitos inimigos se juntarem em Atreus, ele será eliminado pelo restante daquele combate. Assim como Kratos, Atreus adquire novas habilidades, armaduras, flechas especiais, como flechas de raios, bem como ataques rúnicos para o seu arco, mas tem apenas um slot em vez de dois. Os ataques rúnicos de Atreus invocam diferentes animais espectrais com diferentes habilidades. Por exemplo, um invoca um lobo que ataca inimigos, enquanto outro invoca o esquilo Ratatosk, que vai cavar orbes para os medidores de saúde e fúria mencionados anteriormente.

## Sinopse

### Mundo
Enquanto os primeiros sete jogos foram vagamente baseados na mitologia grega, este título leva a série à mitologia nórdica. Seis dos nove reinos da mitologia nórdica podem ser explorados. Antecedendo os Vikings, a maior parte do jogo ocorre na antiga Noruega no reino de Midgard, habitado por seres humanos e outras criaturas e é o mesmo reino que o mundo grego havia existido. Quanto mais criaturas começaram a aparecer muitos humanos fugiram. Outros reinos visitados como parte da história incluem Alfheim, a casa mística dos elfos da luz e das trevas, Helheim, a terra gelada dos mortos, e Jotunheim, a terra montanhosa dos gigantes. Reinos exploráveis opcionais incluem Niflheim, um reino que possui uma neblina venenosa com uma estrutura de recompensas parecida a um labirinto, e o reino de fogo Muspelheim, caracterizando as seis Provas de Muspelheim; A conclusão de cada prova concede recompensas e Kratos e Atreus avançam para mais perto do topo de um grande vulcão. O acesso aos outros três reinos – Asgard, lar dos deuses Æsir, Vanaheim, lar dos deuses Vanir e Svartalfheim, lar dos anões – foi bloqueado pelo governante de Asgard e dos deuses Æsir, Odin. No centro dos reinos está a árvore mítica Yggdrasil, que conecta cada reino. Embora cada reino seja um mundo diferente, eles existem simultaneamente no mesmo espaço. Viajar para os reinos pode ser feito pelo uso da Bifröst, uma raiz da Yggdrasil contida dentro de um templo localizado no centro do Lago dos Nove. O templo foi criado pelo então morto Tyr, um pacífico Deus da Guerra que viajou para outras terras e aprendeu sobre suas mitologias; Odin o matou porque acreditava que Tyr estava secretamente ajudando os gigantes e tentaria derrubá-lo.

### Personagens
Os protagonistas do jogo são Kratos (atuação de Christopher Judge) e seu jovem filho Atreus (Sunny Suljic). Kratos é um guerreiro natural de Esparta que se tornou o deus grego da guerra e é filho de Zeus. Depois de terminar na antiga Noruega, ele conheceu sua segunda e agora falecida esposa, Laufey (chamada de Faye), com quem teve um filho, Atreus. Atreus que não sabe sobre o passado de Kratos ou sobre sua natureza divina, mas consegue ouvir os pensamentos de outros seres.
O principal antagonista é o deus Æsir Baldur (Jeremy Davies), o irmão de Thor, cujos filhos Modi e Magni (Nolan North e Troy Baker, respectivamente) ajudam Baldur. Seus pais são Odin e a deusa Vanir Freya (Danielle Bisutti). Freya tentou deixar Odin, já que ela não o amava verdadeiramente, e Odin a baniu para Midgard, na qual ela ficou conhecida como a Feiticeira dos Bosques.
Para proteger seu filho de uma profecia que predisse sua morte, Freya lançou um feitiço de imortalidade em Baldur, que também o levou a não sentir qualquer sensação, seja de dor ou prazer. Baldur ressente a mãe por isso. Um visco, que Freya mantinha em segredo, era a única forma de reverter a magia.
Outros personagens incluem Mímir (Alastair Duncan), que afirma ser o homem mais inteligente vivo, e os irmãos Huldra, Brok (Robert Craighead) e Sindri (Adam J. Harrington), um par de anões que aparecem em vários pontos do mundo e ajudam Kratos e Atreus a forjar novos equipamentos. Suas armas, incluindo o martelo do Thor Mjölnir, foram usadas pelos deuses Æsir. Eles também forjaram o Machado Leviatã de Kratos, que originalmente pertencia a Faye. A segunda esposa de Kratos também o presenteou com seu Escudo do Guardião. O espírito da deusa grega Atena (Carole Ruggier) faz uma aparição, e Zeus (Corey Burton) aparece como uma ilusão para Kratos em Helheim.

### Enredo
Muitos anos se passaram desde que Kratos teve sua vingança contra os deuses do Olimpo, e agora ele vive com seu filho Atreus em Midgard.
O jogo começa após a morte da segunda esposa de Kratos e mãe de Atreus, Faye. Seu último desejo era que suas cinzas fossem espalhadas no pico mais alto dos nove reinos nórdicos. Antes de iniciar sua jornada, Kratos é confrontado por um homem misterioso com poderes divinos. Depois de aparentemente matá-lo, Kratos e Atreus partem em sua jornada.
Na jornada, Kratos e Atreus encontram a Serpente do Mundo, Jörmungandr, que se mostra amigável. Depois de encontrar uma espécie de névoa negra que só pode ser penetrada por uma luz especial do reino de Álfheim, eles recebem ajuda da Bruxa da floresta para recuperar a luz.
Ao chegar ao pico de Midgard, eles ouvem uma conversa entre o misterioso homem, revelado como sendo Baldur, dois homens e um prisioneiro chamado Mímir. Depois que eles saem, Kratos e Atreus conversam com Mímir, que está preso há 109 invernos em uma árvore e teve um dos olhos arrancado. Ele revela que o ponto mais alto dos nove reinos e, portanto, o objetivo deles fica em Jotunheim, a terra dos Gigantes. No entanto, há muito a viagem para o reino foi bloqueada, com a intenção de afastar Odin e Thor.
Mímir, no entanto, conhece outra passagem. Ele instrui Kratos a cortar a sua cabeça e revivê-lo através da bruxa, que é revelada como a deusa Freya, o que faz com que Kratos imediatamente desconfie dela.
Tanto Freya quanto Mímir avisam que Kratos deve contar a seu filho sobre sua verdadeira natureza.
A viagem de Kratos, Atreus e Mímir para coletar os componentes necessários para abrir o portal de Jotunheim é interrompida quando eles são atacados pelos irmãos Modi e Magni.
Depois que Kratos mata Magni, Modi foge. Enquanto os heróis procuram pela runa que os permitirá viajar para o outro reino, Modi volta e os embosca. Atreus tem um acesso de fúria durante a luta, o que faz com que ele adoeça. Modi foge novamente e Kratos e Mímir levam a criança para a cabana de Freya, na esperança que a deusa possa salvá-la.
Freya explica que a condição de Atreus vem da contradição mental de um deus acreditando ser mortal. Ela diz a Kratos que, para curar Atreus, ele deve recuperar o coração do Guardião da Ponte dos Condenados em Helheim. Ela avisa que o Machado Leviatã será inútil por lá.
Kratos, então, volta para casa para desenterrar suas armas antigas, as Lâminas do Caos. No caminho, é assombrado pelo espírito de Atena, que o lembra de seu passado.
Depois de tomar o coração do guardião da ponte em Helheim, ele tem uma visão assombrosa de Zeus.
Atreus é curado e Kratos conta a ele sobre sua verdadeira natureza- Atreus é também um deus. A revelação faz com que Atreus se torne arrogante, matando um Modi enfraquecido, contra as ordens de Kratos.
Quando estão no pico de Midgard, prestes a embarcar para Jotunheim, Kratos e Atreus são emboscados por Baldur, resultando na destruição do portal e a queda dos três para Helheim.
Atreus faz as pazes com Kratos e eles descobrem sobre o relacionamento familiar de Freya e Baldur.
De volta a Midgard, Mímir percebe que há outra maneira de chegar a Jotunheim, mas é preciso recuperar o seu olho perdido. Após obtê-lo da barriga de Jörmungandr, que inadvertidamente os engoliu, eles são novamente atacados por Baldur. Freya intervém na tentativa de proteger seu filho.
Durante a luta, Baldur é perfurado por uma ponta de flecha de visco que Atreus tinha em sua aljava, quebrando o feitiço de Freya sobre ele. Baldur é derrotado e embora Kratos lhe dê uma oportunidade de recuar, o Aesir tenta estrangular Freya. Kratos, então, o mata.
Uma Freya em luto jura vingança a Kratos e o insulta por esconder a sua verdadeira natureza de Atreus. Kratos finalmente conta ao filho sobre seu passado e como ele matou seus companheiros deuses gregos, incluindo seu pai, Zeus.
Atreus se pergunta se todos os deuses tendem a cometer parricídio. Kratos diz a ele que ambos devem aprender com suas experiências e não repetir os erros de seus antecessores. Uma silenciosa Freya sai com o cadáver de Baldur. Mímir diz que Kratos fez a coisa certa e, esperançosamente, sugere que Freya acabará por perdoá-lo.
Em Jotunheim, eles encontram um templo com um mural representando suas aventuras, mostrando que os gigantes previram tudo o que aconteceria e, vagamente, o que ainda estaria por vir.
Além disso, eles descobrem que Faye era uma giganta que decidiu ficar para trás em Midgard, tornando Atreus parte gigante, deus e mortal.
Sua luta com Baldur foi mostrada, revelando que ele estava realmente atrás de Faye o tempo todo, sem saber que ela já estava morta. Também é revelado que Atreus foi nomeado Loki por sua mãe. Imaginando se Faye planejou isso com antecedência, Kratos e Atreus cumpriram sua promessa e espalharam suas cinzas no pico, contemplando uma cadeia de montanhas formada pelos cadáveres dos gigantes.
Após isso, Kratos revela a Atreus que seu nome foi dado em homenagem a um compassivo guerreiro espartano. Quando eles voltam a Midgard, Mímir os avisa que o Fimbulwinter de três anos começou, o que significa que é um prelúdio ao Ragnarok, que não deveria ocorrer por mais de cem anos.
No final secreto do jogo, Kratos e Atreus retornam para casa e dormem. Atreus tem uma visão de que, no final do Fimbulwinter, Thor chegará em sua casa para enfrentá-los.

## Desenvolvimento

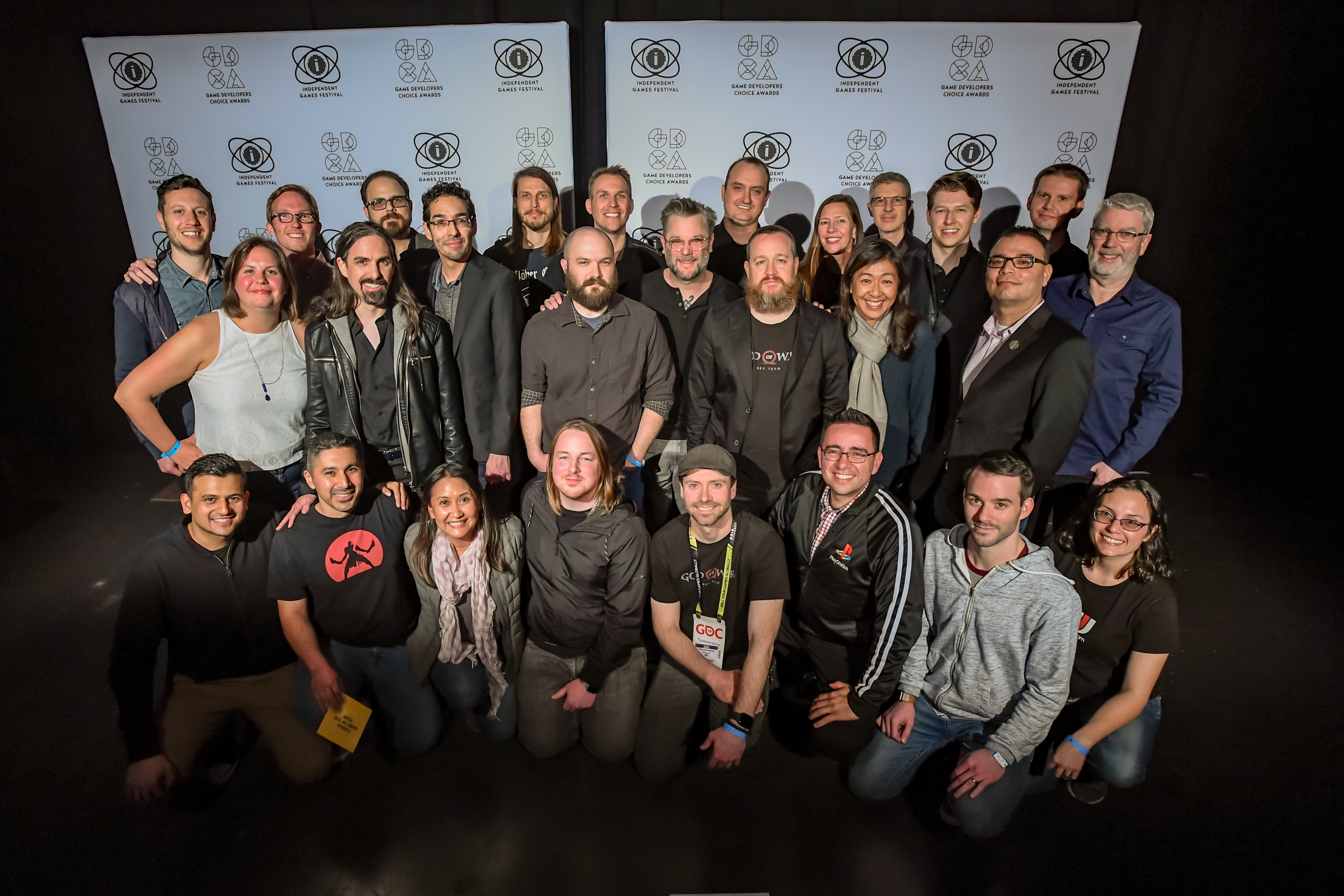
A equipe da Santa Monica Studio, desenvolvedora de God of War, na Game Developers Choice Awards 2019.

O desenvolvimento de God of War começou em 2013, o que foi confirmado pelo diretor criativo da Santa Monica Studio, Cory Barlog, na primeira PlayStation Experience em 6 de dezembro de 2014. Barlog disse que o jogo estava em desenvolvimento muito cedo e que não seria uma pré-sequência, mas possivelmente um reboot. Em abril de 2016, a Polygon informou que a arte conceitual do próximo título havia vazado. As imagens mostravam Kratos no mundo da mitologia nórdica; um conceito originalmente considerado pelo criador da série, David Jaffe, após Kratos ter eliminado os deuses gregos. O anúncio oficial do jogo veio acontecer na Electronic Entertainment Expo 2016 (E3 2016) com uma gameplay de demonstração, confirmando que a arte conceitual era verdade. A gameplay mostrou Kratos com barba e agora com um filho, e ele estava ensinando o menino a caçar. O par também lutou contra um troll. O final da demo mostrou o título God of War e confirmou que estava em desenvolvimento para PlayStation 4. A E3 também confirmou que Barlog havia retornado à série como diretor do novo título. Barlog foi um dos principais contribuintes no desenvolvimento da série God of War desde o lançamento original em 2005, com seu papel mais notável sendo diretor de God of War II (2007). Este título foi o seu quinto jogo da série.
Ao nomear o jogo, Barlog afirmou que foi deliberadamente intitulado God of War, sem numerais ou subtítulos, porque embora seja uma continuação da série, Barlog disse: "estamos reimaginando tudo." A então chefe da Santa Monica Studio, Shannon Studstill e Barlog disseram que a Sony Interactive Entertainment precisou ser convencida a fazer outro jogo da série God of War, já que muitas pessoas da Sony queriam que a série "dormisse", devido à fraca recepção do jogo anterior, Ascension. Ao explicar do porquê Barlog foi trazido de volta, Studstill disse que ele "conhecia muito bem a série" e sabia da necessidade de "trazer alguém que entende que a história é o respeito que a franquia merece." Barlog continuou dizendo: "Você tem que saber as regras para quebrar as regras." O criador da série, David Jaffe, também foi considerado, mas não estava disponível.
Ao explicar a transição da mitologia grega para a mitologia nórdica, Barlog disse: "é uma espécie de mudança A.C.–D.C.. Estamos em movimento e começando do zero e avançaremos com isso." Antes de se estabelecer na mitologia nórdica, a mitologia egípcia também foi considerada. Barlog disse que metade da equipe era para isso, mas já que "há muito mais sobre a civilização – é menos isolada, menos estéril", eles decidiram usar a mitologia nórdica porque queriam que o foco permanecesse em Kratos: "Tendo muito em volta distrai o tema central de um estranho em uma terra estranha." Ao explicar por que Kratos estava agora no mundo nórdico, Barlog disse que sistemas de crenças de diferentes culturas coexistiram, mas eles foram "separados geograficamente", sugerindo que Kratos viajou da Grécia para a Noruega (Escandinávia) após a conclusão de God of War III; para esclarecer a conclusão desse jogo, Barlog disse que Kratos "não destruiu o que se acreditava ser o mundo inteiro, mas apenas a parte que foi governada pelos gregos." Barlog também confirmou que este jogo antecede os Vikings; é o momento em que os seus deuses caminhavam sobre a Terra. Também foi confirmado que este não seria o último jogo de Kratos. Barlog disse que os jogos futuros poderão ver a série ambientada na mitologia egípcia ou maia, e que, embora este jogo se concentre na mitologia nórdica, ele alude ao fato de que existem outras mitologias coexistentes no mundo. Barlog também disse que gostou da ideia de ter diretores diferentes para cada jogo, visto durante os primeiros sete jogos, e embora ele possivelmente não possa dirigir outro God of War, ele ainda estaria na Santa Monica para trabalhar em futuros jogos.
A maior parte da equipe de desenvolvimento que trabalhou no God of War original trabalhou nesse novo título. Eles alegaram que eles combinaram a nova jogabilidade com o mesmo nível de acessibilidade que os títulos anteriores ofereciam. Foi confirmado que o jogo não apresentaria nenhum sistema de moralidade ou história de ramificação; Todos os jogadores têm a mesma experiência de história. Os desenvolvedores também confirmaram que alguns dos minijogos mais controversos encontrados em títulos anteriores (como o minijogo de sexo) não retornariam. A contagem de inimigos foi aumentada para até 100 na tela; God of War III e Ascension suportavam até cinquenta. Algumas características de jogabilidade encontradas nos jogos anteriores foram cortadas, como desafios de salto, natação e plataformas de morte instantânea; estas características foram cortadas devido à câmera estar mais perto de Kratos. Embora o jogo anterior, Ascension, tenha introduzido o modo multijogador na série, a equipe decidiu abandonar o modo para se concentrar na experiência de um jogador. Ao mudar a jogabilidade, Studstill disse: "Eu senti que, para reinventar, nós realmente precisávamos mudar um monte de coisas." Em relação à mudança de câmera, Barlog disse que eles queriam uma experiência mais íntima e controlada pelo jogador.

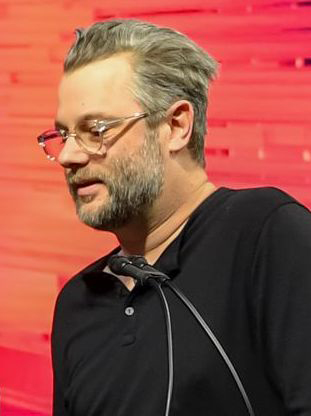
Depois de passar longos anos sem trabalhar na direção de um novo jogo da série, Cory Barlog retorna atuando como diretor e escritor de God of War.

O jogo inteiro foi feito em plano-sequência, sem cortes de câmera, o que significa que não há telas de carregamento. Barlog disse que cerca de quarenta por cento da equipe não concordou com esta decisão originalmente devido ao aumento do trabalho e produção para implementar o recurso, especialmente desde que esta foi a primeira vez que uma técnica em plano-sequência estava sendo usada para um jogo AAA tridimensional, o que significa que Barlog não tinha exemplos para mostrar se isso funcionaria ou se era uma boa ideia (o único outro jogo que utilizou totalmente esta técnica foi o jogo independente Hellblade: Senua's Sacrifice, que também começou a ser desenvolvido em 2014 e foi lançado oito meses antes de God of War). Depois que o jogo foi finalizado e a equipe começou a jogá-lo, Barlog disse que eles finalmente entenderam sua visão e disseram que era uma característica que eles deveriam usar a partir de agora. Barlog originalmente lançou a ideia de uma câmera em plano-sequência enquanto ele estava na Crystal Dynamics trabalhando em Tomb Raider (2013), mas ela foi rejeitada. A Sony, por outro lado, foi muito mais favorável às ideias criativas de Barlog. Barlog e o designer Rob Davis tiveram algumas influências da série Resident Evil, particularmente de sua "combinação de exploração e eliminação de cortes de câmera" e a "visão forte" de Resident Evil 7: Biohazard (2017) com uma equipe que toma "decisões ousadas e tem um forte público que os seguem." Barlog também observou como houve inicialmente discordância sobre a distância da câmera, com ele querendo ela perto do ombro do personagem, enquanto a equipe de combate queria mais longe, como os jogos Assassin's Creed e Batman: Arkham, antes que ele eventualmente encorajasse a equipe a ir com uma câmera mais próxima.
Explicando o machado de Kratos, o designer Jason McDonald, que trabalhou na série desde o primeiro jogo, disse que o machado foi escolhido porque eles queriam uma direção mais fundamentada para o jogo. Inicialmente, eles não sabiam como torná-lo dinâmico e único, como as lâminas eram anteriormente. Depois que eles surgiram com o conceito de jogar o machado e fazer com que ele retornasse para Kratos, "as coisas começaram a se encaixar". McDonald disse que o combate com o machado é um pouco mais lento que as lâminas, "mas é tão fluido e tão brutal como nunca foi." Barlog inspirou-se em Dark Souls (2011), que influenciou o sistema de combate do jogo, particularmente o seu loop de jogabilidade e tomada de decisão estratégica, bem como a abordagem do jogo para contar histórias. Além disso, os designers Anthony DiMento e Luis Sanchez revelaram como o nível de design e exploração de God of War foi influenciado por Bloodborne (2015), pois queriam "apenas ter um vasto mundo para respirar um pouco" e expandir a descoberta de jogadores incluindo "micro-loops onde você está desbloqueando caminhos e atalhos com um determinado propósito". DiMento disse que uma equipe dedicada a se concentrar na exploração do jogo foi formada. Um desafio era criar missões em um mundo que não tivesse personagens não jogáveis fora da narrativa central. DiMento disse: "Eu me propus a criar missões que fossem leves, mas também flexíveis o suficiente para ser usado em vários locais, enquanto oferecia um conjunto variado de atividades de busca." Isso resultou nos "espíritos errantes" (fantasmas com ligações com o mundo) encontrados durante todo o jogo. Ter os espíritos contando suas histórias "fez o mundo se sentir mais vivo". Os desenvolvedores acabaram com um sistema de quatro níveis para missões secundárias: as missões de nível superior eram dos personagens Brok e Sindri, o nível seguinte de espíritos errantes, depois mapas de tesouro e artefatos, e o nível inferior eram marcos, como destruir todos dos corvos de Odin. As missões de Brok e Sindri foram feitas em masmorras, enquanto as outras foram usadas para exploração. Os desenvolvedores também tiveram que encontrar as razões que motivariam Kratos a fazer essas missões. Para Brok e Sindri, foi para obter equipamentos mais poderosos, mas para os espíritos errantes, foi por causa da ingenuidade de Atreus e sua natureza de bom coração, bem como oportunidades para Kratos para ensinar Atreus uma lição.
Ao contrário dos jogos anteriores, a Santa Monica não fez uma demonstração especificamente para lançamento público. Barlog explicou que isso teria atrasado o jogo em alguns meses. Ele também confirmou que o jogo foi desenvolvido para o PlayStation 4 padrão, mas o jogo "se beneficiaria do poder" do PlayStation 4 Pro; uma versão atualizada do PlayStation 4 que pode renderizar jogos em 4K e foi lançado alguns meses após o anúncio de God of War. Os jogadores com um PS4 Pro têm duas opções para favorecer a resolução ou favorecer o desempenho ao jogar o jogo. A resolução favorável executa o jogo em 4K com uma renderização de 30 quadros por segundo (fps), enquanto a opção de desempenho executa o jogo em 1080p e atinge 60 fps. No final de dezembro de 2016, Barlog confirmou que o jogo era jogável do início ao fim, e mais tarde disse que a história do jogo levaria de 25 a 35 horas para ser concluída, o que é significativamente mais do que os quatro títulos anteriores, que tinham uma média de 10 horas para concluir.
Um novo trailer foi exibido na E3 2017, apresentando o novo gameplay, cinematografia e personagens. No trailer, Kratos foi mostrado usando um escudo que ele poderia usar ofensivamente e defensivamente. Em um ponto no trailer, Kratos encontra um vaso grego com ele, empunhando suas infames lâminas. Durante o trailer, uma mulher anônima avisa a Kratos sobre os deuses nórdicos, pois eles sabem o que ele fez com os deuses gregos, enquanto um par de lobos também foi mostrado. O trailer termina com Kratos e Atreus encontrando a Serpente do Mundo. Atreus conseguiu traduzir o que ela dizia, dizendo que queria ajudar a dupla. Foi confirmado que o jogo seria lançado no início de 2018. Desde então, até o lançamento do jogo, a Santa Monica incluiu uma seção no site do God of War intitulada "The Lost Pages", detalhando algumas das tradições do mundo nórdico de God of War. Em janeiro de 2018, a data de lançamento do jogo foi confirmada para 20 de abril de 2018. Também foi lançado um trailer que mostrava que o personagem Mímir da mitologia nórdica teria um papel no jogo. O desenvolvimento de God of War foi finalizado em 22 de março de 2018.

### Caracterização

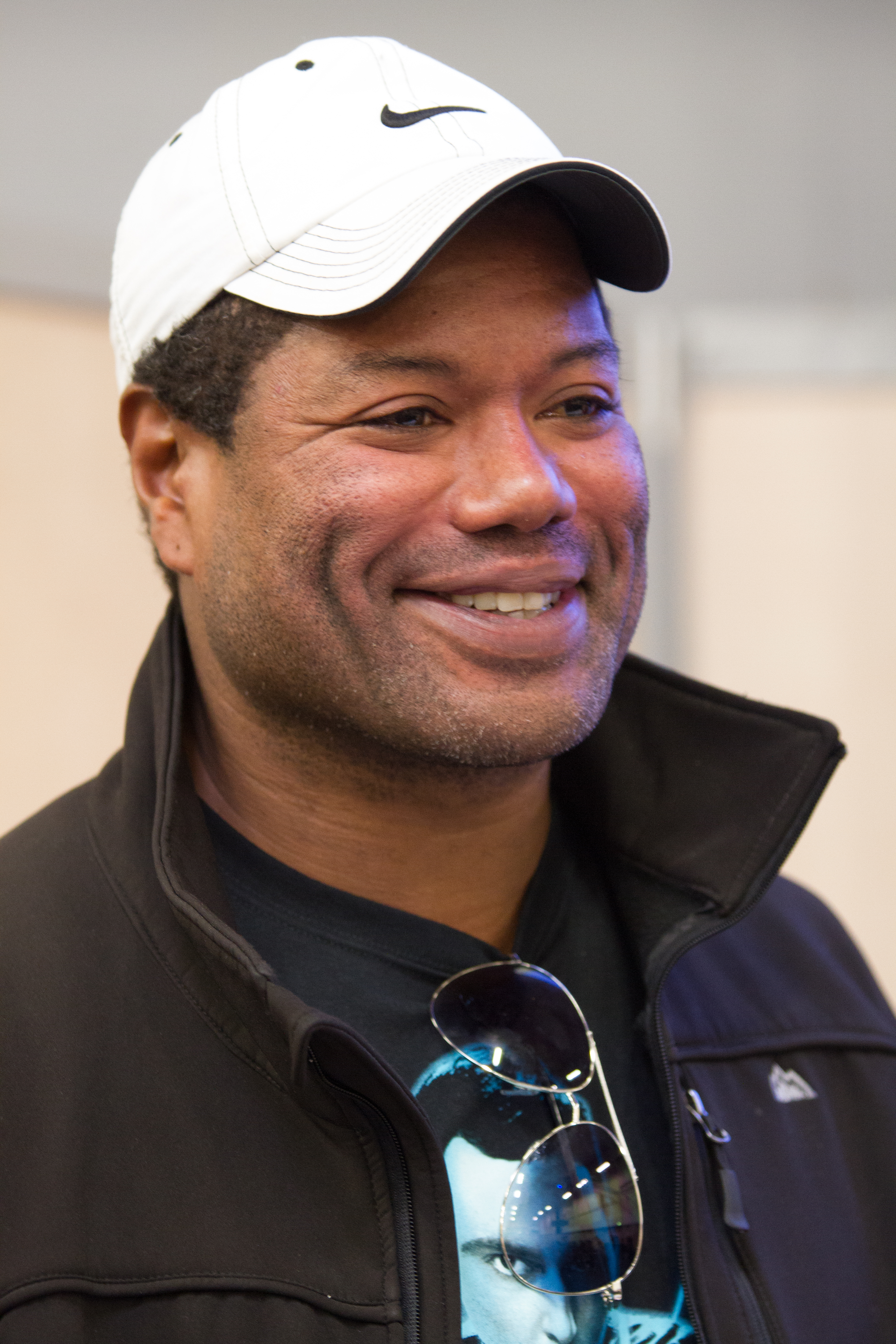
Christopher Judge interpreta a voz original e a captura de movimento de Kratos no jogo, substituindo o antigo ator Terrence C. Carson, que dublou Kratos desde o jogo original de 2005, e também fez a captura de movimento para ele em Ascension de 2013.

Durante o desenvolvimento inicial, houve uma discussão sobre ter um protagonista diferente para o jogo, com alguns da equipe dizendo que Kratos era "irritante". Barlog disse que precisou de muito convencimento para manter Kratos. Fazendo referência ao personagem Mario da Nintendo, Barlog disse que "Kratos está intrinsecamente ligado" em God of War. No que diz respeito às novas mudanças, Barlog disse:
Eu sabia que não queria simplesmente reiniciar a franquia, começar de novo com uma releitura da história original. Eu queria reinventar a jogabilidade, dar aos jogadores uma nova perspectiva e uma nova experiência tátil enquanto aprofundando a jornada emocional de Kratos para explorar o drama convincente que se desenrola quando um semideus imortal toma a decisão de mudar.
Barlog disse que Kratos teve que mudar seu ciclo de violência e aprender a controlar sua raiva. Ele disse que o personagem tinha feito muitas decisões erradas, o que levou à destruição do Olimpo, e queria saber o que aconteceria se Kratos tivesse feito uma boa decisão. O nascimento do próprio filho de Barlog influenciou a ideia da mudança de personalidade de Kratos. A série de televisão cancelada live-action de Star Wars também foi uma influência. A ligação entre Kratos e seu filho está no coração do jogo e Barlog disse: "Este jogo é sobre Kratos ensinando seu filho como ser um deus, e seu filho ensinando Kratos como ser humano novamente." Fazendo referência ao personagem Hulk da Marvel Comics, Barlog disse que, em relação à Kratos, "nós já contamos a história do Hulk. Queremos contar a história do [Bruce] Banner agora". Um de seus objetivos era fazer com que Kratos se tornasse "um personagem mais nuançado e interessante." Ao mudar o foco narrativo, Studstill disse: "Eu acho que nós sabíamos que a franquia precisava evoluir naquele impacto emocional e ser algo mais interessante para a geração mais antiga de jogadores."
Christopher Judge, mais conhecido por seu papel como Teal'c em Stargate SG-1, substituiu Terrence C. Carson como Kratos; Carson havia dublado Kratos desde o God of War original. Comentando em resposta à mudança, Carson disse: "A Sony entrou em uma nova direção. Deixe-os saber o que você pensa". Barlog explicou que da forma como os jogos anteriores foram feitos, eles conseguiram que alguém fizesse a captura de movimento em vez do dublador. Embora Carson tenha feito a captura de movimento para Kratos em Ascension, Barlog disse que a mudança de ator foi feita por causa do tipo de trabalho de câmera que eles queriam fazer. Para o novo trabalho de câmera, eles precisavam de alguém que estivesse mais próximo do tamanho de Kratos para fazer a captura de movimento junto com uma criança. Carson era inadequado para isso porque era muito mais baixo que Kratos, que tem mais de 1,80m de altura: "Compensando [a altura de Carson] para o tamanho de uma criança, acabou sendo quase impossível tentar filmar ele e fazer as animações." Judge foi escolhido porque tinha o tamanho de um jogador de basquete e corpo de um jogador de futebol profissional. Ele também foi escolhido por causa da química com seu então colega de 10 anos, Sunny Suljic, que interpreta o filho de Kratos, Atreus; A opinião de Suljic também foi decisiva na hora da escolha do intérprete de Kratos, que de todas as audições, ele gostou mais de Judge. Os dois se uniram bem, e Judge descreveu seu tempo com Suljic como o tempo que ele perdera com seus próprios filhos. Ao entrar no papel de Kratos, Judge tomou como uma oportunidade para adicionar algo novo ao personagem. Ele pesquisou o personagem e o desempenho de Carson, mas decidiu não imitá-lo. Quando a Santa Monica decidiu ir em uma nova direção, ele resolveu começar de novo. Judge foi descartado quando leu o roteiro pela primeira vez, afirmando que "era um roteiro real", e não apenas "uma maneira de entrar em batalhas". Ele disse que "foi realmente grande esse tipo história, desse relacionamento e dessa mitologia louca." Enquanto Judge fez toda a captura de movimento de Kratos para as cenas cinematográficas, o dublê Eric Jacobus fez toda a captura de movimento de combate de Kratos; Jacobus foi encontrado pelos animadores de God of War no YouTube. Em vez de ir diretamente a Santa Monica para fazer o teste, Jacobus gravou uma fita de audição e eles imediatamente o contrataram.
Durante a E3 2016, a GameSpot erroneamente relatou que o nome do filho de Kratos era Charlie, que Barlog negou rindo. Em janeiro de 2017, depois que um fã baixou a faixa de abertura de God of War e viu os detalhes sobre ela dizendo "Uma introdução a Kratos e Atreus", Barlog confirmou no Twitter que Atreus era na verdade o nome do filho. Barlog disse que Atreus não sabia que Kratos era um semideus e não sabia sobre seu passado. Eles não revelaram detalhes da mãe de Atreus antes do jogo ser lançado pelo fato dela ser uma parte crítica da narrativa. Barlog afirmou que durante o jogo, Atreus seria "como mágica, um recurso de combate adicional, e [o jogador estará] treinando-o e ensinando-o." Os desenvolvedores afirmaram que Atreus não seria um fardo durante o jogo. A equipe experimentou várias abordagens diferentes para Atreus para garantir que ele fosse uma presença capacitadora. Barlog disse que não queria que o jogo fosse uma missão de escolta onde a I.A. causasse problema ao jogador. O objetivo deles era que Atreus aumentasse as capacidades de Kratos sem que Atreus se tornasse uma responsabilidade. Isso resultou nos desenvolvedores designando um botão de comando para Atreus, assim como para ele agir livremente. Durante o combate, Atreus também foi projetado para chamar locais inimigos, já que devido a câmera estar mais perto de Kratos, alguns inimigos podem ser difíceis para o jogador ver. Jason McDonald disse que precisou de várias iterações com os inimigos e Atreus para fazer tudo funcionar em conjunto.
No início do desenvolvimento, sugeriu-se que Atreus fosse cortado ou minimizasse significativamente seu papel, devido aos muitos desafios de desenvolvimento e despesas financeiras. Barlog afirmou que o jogo poderia ter funcionado sem Atreus, mas teria sido completamente diferente, comparando-o ao filme de 2013 All Is Lost. Barlog disse que com apenas Kratos, teria sido "um personagem que fala para si mesmo ocasionalmente, mas em geral, seria muito silencioso e todo mundo ia vai falar em nórdico antigo, de modo que você não vai entender nada que alguém está dizendo." Depois de ouvir o caso de Barlog, a Sony deu-lhe a liberdade de incorporar Atreus. O level design Rob Davis também notou que, com Atreus, isso permitia "oportunidades significativas de gameplay e contar histórias que poderiam não ser possíveis." Depois que God of War foi revelado na E3 2016, foi feitas comparações com o jogo da Naughty Dog, The Last of Us (2013), que também contou com uma história de estilo de jogabilidade pai-filho. Barlog achou que era "fantástico" ser comparado a esse jogo e achou estranho que algumas pessoas considerassem as semelhanças como algo negativo. Embora ele não afirme diretamente que eles foram influenciados por The Last of Us no desenvolvimento de God of War, ele disse: "Eu acho que todos somos inspirados um pelo outro." Ele usou, no entanto, The Last of Us como um exemplo para mostrar à equipe de desenvolvimento como um companheiro dentro do jogo poderia funcionar sem que o jogo se tornasse uma missão de escolta.

### Música

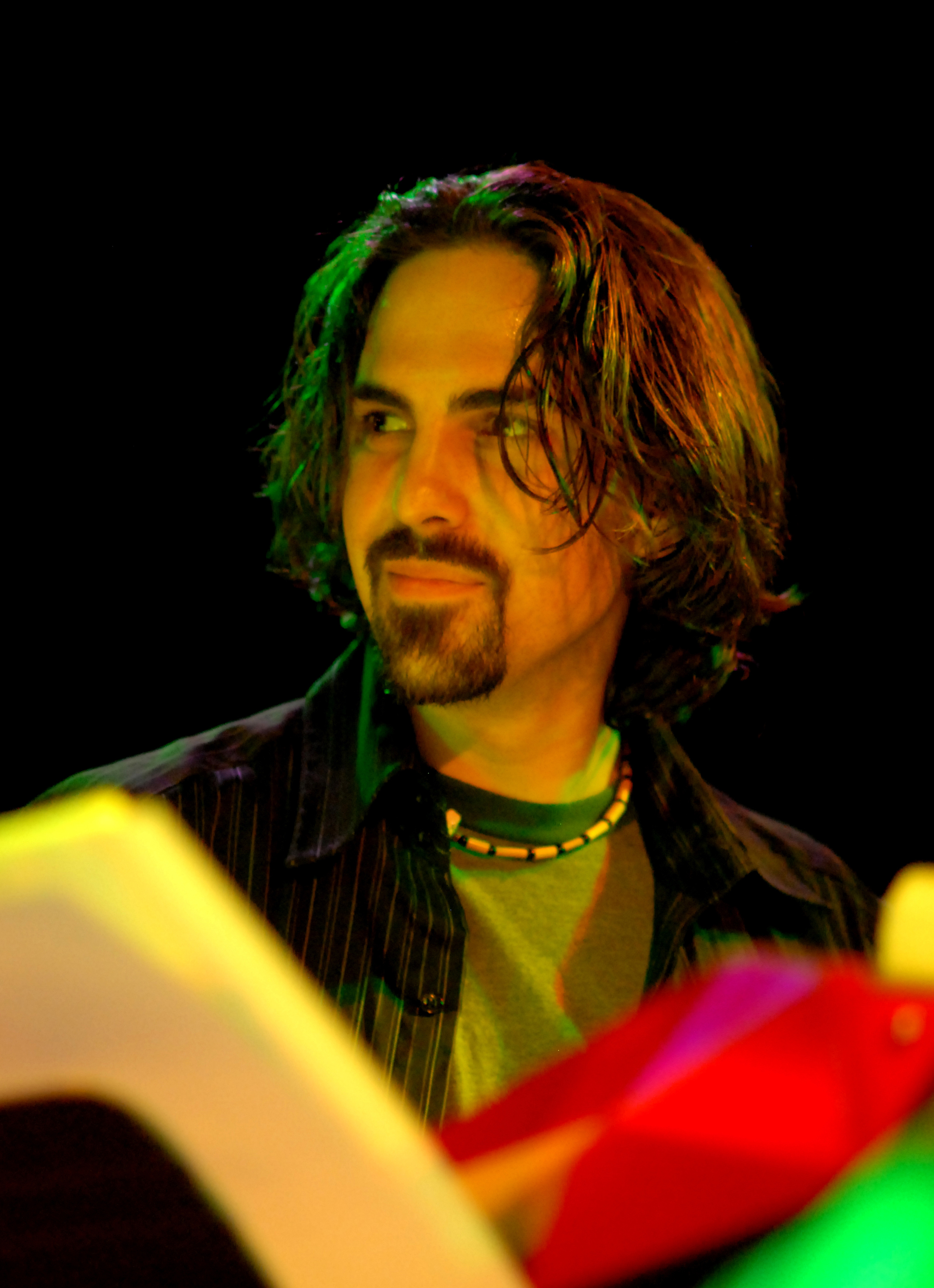
Bear McCreary ficou responsável pela música de God of War, compondo temas totalmente novos para o jogo em oposição da reutilização de temas encontrados em títulos anteriores da série.

A trilha sonora de God of War foi composta por Bear McCreary, que é mais conhecido por seu trabalho em séries de televisão como Battlestar Galactica, Outlander e The Walking Dead. McCreary foi chamado pela Santa Monica Studio em novembro de 2014 para se reunir com os produtores musicais Peter Scaturro e Keith Leary para discutir "um projeto secreto"; McCreary já havia colaborado com Scaturro e Leary em SOCOM 4 U.S. Navy SEALs. Ideias de música popular, mitologia, instrumentos étnicos nórdicos, escrita vocal e desenvolvimento temático clássico foram discutidas, com as quais McCreary corretamente adivinhou que as discussões eram sobre um novo God of War. Ele se reuniu com Barlog no início e discutiram sobre a visão narrativa do jogo. Depois de se encontrar com Barlog, McCreary sentiu que a franquia estava em boas mãos porque God of War II, que Barlog também dirigiu, era o seu título preferido da série.
Durante as discussões iniciais, McCreary percebeu que precisava compor canções completamente novas para o jogo e não reutilizar qualquer música anterior da série. Ele disse que embora ame esses jogos, ele "não os descreveria como emocionalmente dinâmicos." Baseado em sua memória da música dos jogos anteriores, no entanto, ele foi inspirado por seus sons, como "coros profundos, tambores e metais batendo" e os reinventou para o cenário nórdico. Ao garantir que a música representasse o cenário, McCreary passou meses pesquisando e ouvindo música folclórica da antiguidade viking, o que resultou nele usando "instrumentação exótica e variadas línguas de tradições folclóricas do norte da Europa." Ele também queria que a trilha sonora fosse enorme e variada, "cheia de picos e vales, pequenos encantamentos e peças gigantescas." O tema principal de Kratos em particular apresenta baixos instrumentos orquestrais, coro islandês, vocais masculinos profundos, poderosos vocais femininos (em particular da cantora Eivør Pálsdóttir das Ilhas Faroé), percussão popular e instrumentos de cordas nórdicos, como a nyckelharpa e a sanfona. A faixa "Witch of the Woods" usa um instrumento renascentista e barroco chamado viola da gamba, que é um ancestral do violoncelo moderno. A faixa "Deliverance", usado na batalha contra O Estranho, usa um hardanger fiddle.
O primeiro tema composto para o jogo foi "Memories of Mother". McCreary disse que o tema em si não era originalmente para a mãe de Atreus, Faye, mas sim para o próprio Kratos. Seus esboços iniciais era uma melancolia de diferentes variações. Depois que o jogo entrou em plena produção, McCreary e a equipe de desenvolvimento perceberam que era "muito triste e lírico representar Kratos". McCreary se afastou desse tema e se concentrou em escrever um novo, ou o que ele chamou de tema de Kratos, que ele achava ser mais representativo do personagem: "masculino, implacável e fodão". Ele passou vários meses trabalhando com Barlog, Scaturro, Leary, o diretor musical da Sony, Chuck Doud, e o restante da equipe de desenvolvimento fazendo esse novo tema. McCreary descreveu-o como "indiscutivelmente uma das minhas melodias mais satisfatórias e cativantes estruturalmente." Depois dele compôr mais faixas, McCreary percebeu que Faye precisava de um tema e seu original era "exatamente o que eu precisava". Esta melodia foi tecida ao longo de várias cenas e é apresentada como destaque no jogo como tema de Kratos. Este tema de três notas é mais obviamente ouvido na faixa-título, "God of War".
Quando foi decidido que God of War seria revelado na E3 2016, a Sony queria que McCreary executasse sua trilha sonora original com uma orquestra ao vivo na coletiva de imprensa. McCreary abriu a apresentação com o novo tema principal antes da revelação de God of War e tocou a música junto com a demo do jogo ao vivo durante a apresentação. Em 13 de janeiro de 2017, uma gravação ao vivo da E3 2016 da faixa de abertura de God of War foi lançada gratuitamente por tempo limitado. Barlog divulgou a faixa como um agradecimento aos fãs pelo trailer na E3 2016 de God of War, alcançando quinze milhões de visualizações no YouTube. Um álbum de trilha sonora, God of War (PlayStation Soundtrack), foi lançado digitalmente em 20 de abril de 2018 pela Sony Classical Records.

## Lançamento
O jogo foi lançado mundialmente em 20 de abril de 2018 para o PlayStation 4. Além do jogo em sua edição padrão, há também três edições especiais: o Stone Mason Edition, o Collector's Edition, e o Digital Deluxe Edition. Disponível apenas nos Estados Unidos e no Canadá, o Stone Mason Edition vem com vários itens físicos, incluindo o jogo padrão em uma caixa SteelBook, uma estátua de 230 cm de Kratos e Atreus que foi criada pela Gentle Giant, esculturas dos irmãos Huldra, 2 polegadas (51 mm) de um cavalo e um troll, uma litografia exclusiva, um mapa, um anel de pedreiro com o tema do jogo e um chaveiro com a cabeça de Mímir. Há também vários conteúdos para download (DLC), incluindo uma skin para o escudo de Kratos exclusiva, além de um conjunto de armaduras e outro escudo para o Kratos, um tema dinâmico para o PlayStation 4, um livro de artes digital, e o God of War #0 da Dark Horse Comics. O Collector's Edition vem com muitos dos mesmos itens, menos o anel, o chaveiro, as 2 polegadas (51 mm) de esculturas do cavalo e troll e a skin de escudo exclusiva do Stone Mason Edition. O Digital Deluxe Edition vem com todo o conteúdo digital, menos o escudo exclusivo da Stone Mason Edition. Clientes dos Estados Unidos e Canadá também recebem um broche de Kratos e Atreus como pré-venda do Digital Deluxe Edition. Pré-vendas em determinadas lojas receberão três skins para o escudo de Kratos, enquanto pré-vendas na GameStop ou na EB Games também receberão um Talismã XP de "Sorte das Eras", o que garante um aumento no ganho de XP e aumento no ganho de Hacksilver.
Além das edições especiais do jogo, uma Edição Limitada para o PlayStation 4 Pro também esteve disponível no mesmo dia do lançamento do jogo. O pacote incluiu o jogo básico padrão, um PlayStation 4 Pro decorado com as runas do jogo, como no machado de Kratos, e um controle DualShock 4 com o mesmo tema do logotipo de God of War. O diretor do jogo, Cory Barlog, confirmou que God of War não teria microtransações após o lançamento, uma característica que se tornou proeminente com outros jogos recentes e criticou negativamente. Barlog também confirmou que não haveria nenhum DLC pós-lançamento, como um pacote de expansão. Ele disse que havia uma ideia para um DLC, "mas era ambicioso demais". Sua ideia era similar em escopo a de The Last of Us: Left Behind e Uncharted: The Lost Legacy, grandes expansões autônomas para The Last of Us (2013) e Uncharted 4: A Thief's End (2016), respectivamente, afirmando que seria muito grande para ser um DLC, garantindo sua própria versão independente.
Desde o lançamento, a Santa Monica tem apoiado o jogo através de atualizações de patch para corrigir erros de software. Além disso, os desenvolvedores adicionaram novos recursos junto com essas atualizações gratuitas. Um modo foto foi lançado como parte do patch de atualização 1.20 em 9 de maio de 2018. O modo foto permite que os jogadores façam capturas de tela personalizadas no jogo. Os jogadores podem ajustar o campo de visão, profundidade de visão, filtros, bordas, a visibilidade dos personagens e a capacidade de alterar as expressões faciais de Kratos e Atreus. Na E3 2018, um modo New Game Plus (NG+; Novo Jogo+) foi confirmado, e foi lançado como parte da atualização 1.30 em 20 de agosto de 2018. Para que os jogadores acessem o modo, eles devem ter completado o jogo em qualquer dificuldade. O modo em si pode ser jogado em qualquer dificuldade, mas os inimigos são mais elevados e com novas manobras. Todos os itens obtidos são transferidos para o New Game Plus, e há novos recursos para atualizar ainda mais os equipamentos, que também tem um novo nível de raridade. A opção para ignorar cutscenes também foi adicionada.
Como parte dos esforços maiores da Sony para portar seus jogos exclusivos originais para Microsoft Windows, a Santa Monica Studio anunciou em outubro de 2021 que God of War seria lançado para Windows em 14 de janeiro de 2022. O porte, desenvolvido pela Jetpack Interactive com supervisão da Santa Monica, inclui outros suportes de opções gráficas para Windows, incluindo a tecnologia DLSS da NVidia e suporte para tela ultra-widescreen. Isso, por sua vez, marca o primeiro título principal da série a ser lançado em uma plataforma não-PlayStation.

### God of War: A Call from the Wilds
God of War: A Call from the Wilds é um jogo baseado em texto jogável através do Facebook Messenger. Para ajudar ainda mais a promover God of War, a Sony fez uma parceria com o Facebook para desenvolver o jogo play-by-web, que foi lançado em 1 de fevereiro de 2018. Completando o jogo desbloqueia um conceito de arte para download. O conto segue Atreus em sua primeira aventura nas selvas nórdicas. Após treinar seu arco-e-flecha e aprender das runas com sua mãe, Atreus se aventura no deserto depois de ouvir telepaticamente a voz de um cervo morrendo; ele o encontra coberto de sangue e permanece com ele durante seus momentos finais. Aparecem alguns draugrs e Atreus tenta combatê-los, mas é ferido. Ele é salvo pelo seu pai, Kratos, que estava caçando. Os dois então lutam contra um revenant antes de voltarem para casa.

### God of War: Mimir's Vision
God of War: Mimir's Vision é um aplicativo de simulação e realidade aumentada lançado gratuitamente para dispositivos Android e iOS. Juntamente com o personagem Mímir, o jogo permite a exploração em um mapa de relevo tridimensional de Midgard no qual pode ser manipulado e movimentado semelhante a uma mesa, com pontos de interesse para explorar. A pré descrição do aplicativo diz: "Toque, amplie e bloqueie o mapa, depois toque nos pontos de interesse para descobrir o lore por detrás deste mundo repleto de mistérios. Mimir, o homem que já viu tudo, será o teu guia desde a Passagem do Rio até ao Pico da Montanha, dando-te o primeiro olhar a este estranho mundo." Foi lançado em 18 de abril de 2018 pela PlayStation Mobile.

### Raising Kratos
Raising Kratos é um documentário do YouTube sobre o processo de cinco anos da Santa Monica Studio na criação do jogo, mostrando o "esforço hercúleo" que foi para reviver a franquia. O documentário foi anunciado em 20 de abril de 2019, especificamente no aniversário de um ano do lançamento do jogo e foi lançado no mês seguinte em 10 de maio.

## Recepção
God of War foi aclamado pela crítica especializada. No agregador de resenhas Metacritic, o jogo contém uma nota de 94/100 baseado em 118 resenhas, indicando uma "aclamação universal". Isso torna God of War o jogo de maior pontuação da franquia (empatado com o primeiro God of War), a quarta maior pontuação de todos os tempos para um jogo de PlayStation 4 e a maior pontuação para um exclusivo de PlayStation 4 original e não-remasterizado. O jogo recebeu elogios especiais por sua direção de arte, gráficos, novo sistema de combate, trilha sonora, história, uso da mitologia nórdica, personagens e sentimento cinematográfico; muitos críticos também consideraram o jogo como uma "conquista técnica" e um dos mais impressionantes jogos já desenvolvidos para consoles. Muitos também sentiram que havia revitalizado com sucesso a série sem perder a identidade central dos jogos anteriores.
A história foi bastante elogiada. Nick Plessas, da Electronic Gaming Monthly (EGM) disse que os momentos mais memoráveis da história são as interações entre Kratos e Atreus. Ele também observou que "muitas vezes há algum alívio cômico quando a brutalidade de Kratos e a ingenuidade encantadora de Atreus colidem." Além disso, ele reconheceu que a presença de Atreus mostrou um lado de Kratos nunca visto antes e que o personagem evoluiu emocionalmente: "A raiva e a dor de seu passado estão em constante conflito com seu desejo de poupar seu filho, o que se manifesta até mesmo nas ações e palavras mais sutis, demonstrando o esforço que ele está colocando". Plessas também sentiu que o caráter de Atreus era similarmente complexo. Ele citou que é fácil para personagens infantis "sucumbirem a uma série de arquétipos irritantes", mas Atreus é mais como "um jovem que está fazendo o melhor que pode em um mundo adulto". Joe Juba, da Game Informer, também elogiou a história, particularmente a relação entre Kratos e Atreus: "As interações de Kratos e Atreus variam de adversárias a compassivas e essas trocas têm amplo espaço para respirar e atrair jogadores." Juba disse que Kratos transmite mais caráter do que em qualquer jogo anterior da série. Peter Brown, da GameSpot, achou que, embora Kratos e Atreus fossem agradáveis, foi Mímir que roubou a cena. Ele também disse que, independentemente do personagem que o jogador conhece, o elenco de God of War é "forte, convincente e estranhamente encantador." Escrevendo para Game Revolution, Jason Faulkner elogiou a Santa Monica por criar uma sequência na qual os novos jogadores fossem capazes de entender sem, ao menos, terem jogado nenhum dos jogos anteriores, enquanto, ao mesmo tempo, fornecer referências que os fãs mais antigos gostariam de receber. Falando da relação entre Kratos e Atreus, Faulkner escreveu que "ver os dois crescerem ao longo da jornada é incrivelmente recompensador", comparando-os aos personagens Ellie e Joel de The Last of Us e Lee e Clementine de The Walking Dead da Telltale Games.
Em termos do sistema de combate do jogo, Plessas afirmou que ao contrário dos jogos anteriores, que muitas vezes dependem do jogador para usar muitos combos de forma sequencial, este jogo é "mais sobre movimentos individuais juntos em resposta à uma grande variedade de inimigos sendo travada." Embora essa diferença possa ser pequena, ele disse que os ataques independentes do machado "apresentam benefícios e desvantagens que os jogadores precisarão entender e dominar afim de ser o mais efetivo possível". Além disso, embora o machado seja "conceitualmente simples", é "mecanicamente fascinante" e "é um meio versátil de desmembrar os inimigos e um elemento-chave na solução de enigmas". Ele achou que o machado e todas as suas características eram "claramente recompensadoras de usar" e que tinha mais versatilidade do que todas as armas dos títulos anteriores da série. Juba disse que o Machado Leviatã é "uma ferramenta de destruição bem equilibrada e divertida". Ele gostou de como o sistema de combate se desdobrou gradualmente no decorrer do jogo; "embora aparentemente restritivo no início, os jogadores estarão alternando rapidamente entre armas e habilidades". Enquanto alguns críticos gostaram muito da capacidade de chamar o Machado Leviatã de volta para a mão de Kratos, Chris Carter, da Destructoid, por outro lado, sentiu que ficou "ultrapassado depois de um tempo". A implementação de Atreus foi elogiada. Plessas disse que Atreus é "surpreendentemente útil" e que "aterrissa no ponto perfeito no espectro entre independência e confiança". Faulkner notou que "a interação entre Kratos, o seu machado, seus punhos e escudo, e o arco-e-flecha de Atreus faz um sistema de combate impressionante." Apesar de sua abordagem diferente para o combate, em comparação com os jogos anteriores, Leon Hurley, da GamesRadar+, achou que o jogo era "tão brutalmente inflexível quanto os jogos anteriores".
Escrevendo para Polygon, Chris Plante elogiou o trabalho de câmera como uma "maravilha técnica", observando a natureza ininterrupta do jogo mudando de cutscenes para gameplay. Juba disse que essa decisão "mostrou-se imensamente gratificante durante grandes momentos, dando [ao jogador] uma visão íntima." Faulkner, no entanto, alegou que "pode ser difícil controlar a câmera e manter conta sobre os inimigos que você estiver lutando." Em sua resenha para a IGN, Jonathon Dornbush sentiu que a intimidade da câmera mais próxima torna todas as emoções "mais reais e impactantes". Falando sobre os visuais do jogo, Faulkner disse que estão incríveis "e em 4K e HDR este jogo vai além do que jogos como Horizon Zero Dawn nos mostraram ser possível nesta plataforma." Brown observou que "God of War é uma vitrine técnica e artística. É, sem dúvida, um dos jogos de consoles mais bonitos já lançados." Dan Ryckert, da Giant Bomb, afirmou que jogos como Uncharted: The Lost Legacy e Horizon Zero Dawn "fizeram um ótimo feito em um PS4 Pro numa televisão 4K, mas os visuais de God of War são um ponto de venda maior do que qualquer coisa que eu já vi na plataforma da Sony até hoje."
Apesar da grandeza do jogo, Plessas sentiu que as lutas contra chefões "não atingem a mesma frequência que nos últimos jogos". No entanto, ele disse que as poucas lutas contra chefões que estão presentes no jogo "deixam a série orgulhosa". No que diz respeito ao vasto mundo de God of War, Faulkner disse que "a melhor coisa sobre a exploração em God of War é que você pode participar nele tão pouco ou quanto quiser." Ele disse que uma excelente decisão de projeção foi que durante os pontos principais da trama, o jogo manterá o jogador na tarefa, enquanto no meio, o jogador pode explorar, permitindo que God of War "tenha o melhor dos dois mundos". Plessas observou que, embora os quebra-cabeças precisem ser pensados, eles não eram "difíceis de puxar o cabelo", como em jogos anteriores. Juba também descobriu que os quebra-cabeças não eram muito desafiadores, mas disse que eram divertidos.
Plessas sentiu que os elementos de RPG presentes no jogo tornam este título "único" em comparação com os jogos anteriores. Ele disse que o jogo permite que os jogadores "se especializem com Kratos para atender a tarefa específica em mãos, ou desenvolvam uma construção que melhor se adapte a um estilo de jogo preferido." Embora isso não facilitasse o jogo, ele sentiu que isso o tornava mais administrável. Juba observou que, embora este tipo de atualização "possa ser menos emocionante" em comparação com jogos anteriores, onde Kratos apenas aprende novos movimentos, ainda assim, "fornece um poderoso incentivo para explorar." Ryckert ficou desapontado com este tipo de personalização sentindo que a apresentação foi "meio crua" e que alguns materiais eram confusos já que havia pouca explicação para o que eles deveriam ser usados. Ele disse, no entanto, que era "legal" ver novas armaduras em Kratos.
Em termos de falhas, Plessas disse que "God of War é tão bom que sua falha mais notória é não deixar os fãs jogarem mais", já que o modo New Game Plus não era uma opção na época da crítica. Juba afirmou que "o ímpeto de God of War raramente falha, e quando isso acontece, o inconveniente é breve". Um exemplo que ele deu foi o mapa, dizendo que, embora os jogadores tenham liberdade para explorar, pode ser difícil rastrear a posição de Kratos. Ele também sentiu que o sistema de viagens rápidas era "estranhamente pesado" e que abre tarde demais no jogo. Embora tenha gostado desses recursos, Faulkner observou que alguns jogadores podem não gostar do fato de que God of War tem falta de agência de jogadores, e que os jogadores têm que explorar a maioria do jogo a pé ou de barco já que o recurso de viagem rápida é desbloqueado no final do jogo. Brown sentiu que se tem algo em God of War que foi uma decepção, foi a luta final contra Baldur: "Ele é ótimo do ponto de vista narrativo, desvendando de uma maneira que muda sua perspectiva, mas é a luta em si que deixa você querendo mais. Existem muitas batalhas com grandes chefões e testes de habilidade ao longo do jogo, mas essa luta não alcança as mesmas alturas, e parece que foi colocada um pouco segura demais." Hurley disse que sua única crítica era que "você pode ocasionalmente se sentir inseguro se você está fazendo algo errado, ou ainda se não tem o equipamento certo."

### Vendas
Durante sua semana de lançamento no Reino Unido, God of War se tornou o título mais vendido da franquia, vendendo, somente em cópias físicas, 35% a mais do que God of War III. A partir de 21 de maio de 2018, o jogo permaneceu no topo da lista de vendas de todos os formatos por cinco semanas consecutivas, estabelecendo um recorde para um exclusivo de PlayStation 4 com mais semanas consecutivas em número um. Ele vendeu 46.091 cópias em sua primeira semana no Japão, o que o colocou em segundo lugar no gráfico de todas as vendas de formatos.
O jogo vendeu mais de 3,1 milhões de cópias em apenas três dias após o seu lançamento, tornando-se o exclusivo de PlayStation 4 mais rapidamente vendido até então. Foi o jogo mais vendido em seu mês de lançamento e contribuiu para que o PS4 fosse o console mais vendido naquele mês. Em um mês, o jogo vendeu mais de cinco milhões de cópias, com 2,1 milhões em vendas digitais. Até maio de 2019, o jogo vendeu mais de 10 milhões de cópias em todo o mundo, subindo para 12 milhões em junho, segundo um relatório da Sony. Em outubro de 2021, a Santa Monica Studio informou que as vendas totais do jogo ultrapassaram 19,5 milhões de unidades até agosto de 2021. Até março de 2022, a versão para PC do jogo havia vendido 971 mil unidades, totalizando mais de 20,4 milhões de cópias vendidas. Até novembro de 2022, God of War havia vendido mais de 23 milhões de unidades.

### Prêmios e indicações

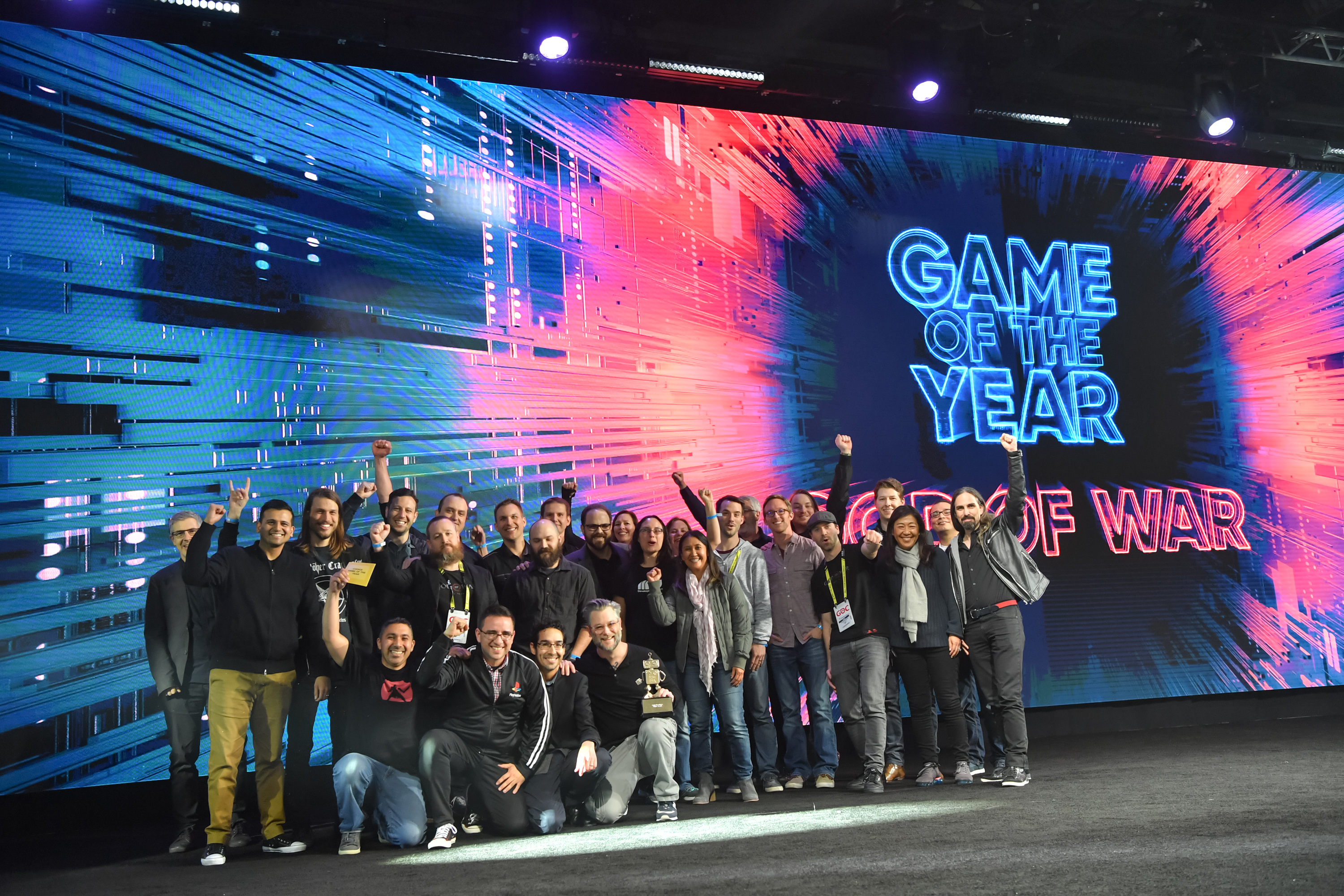
A equipe da Santa Monica Studio após God of War receber o prêmio de Jogo do Ano na Game Developers Choice Awards 2019.

God of War é considerado pelos críticos com um dos melhores jogos da oitava geração de consoles. Sua excelente recepção lhe rendeu vários prêmios através de diversas premiações, websites, revistas e publicações relacionadas a jogos eletrônicos. Ele foi o segundo jogo mais bem avaliado de 2018 nos agregadores Metacritic e GameRankings, atrás de Red Dead Redemption 2. Diversas listas de final de ano e premiações dedicadas ao ramo deram a God of War o prêmio de Jogo do Ano, incluindo a British Academy Games Awards, The Blade, CNET, Destructoid, D.I.C.E. Awards, Empire, Entertainment Weekly, G1, The Game Awards, Game Developers Choice Awards, Game Informer, Game Revolution, GamesRadar+, Hardcore Gamer, IGN, Nerdist, Polygon, Push Square, Slant Magazine, revista Time, Variety, e VideoGamer.com. No geral, o título ganhou mais de 190 prêmios de Jogo do Ano. O jogo foi considerado como um dos melhores jogos da década de 2010 pela Areajugones, BuzzFeed, GameSpew, GamesRadar+, Gaming Age, GamingBolt, The Hollywood Reporter, IGN, Metacritic, Slant Magazine, Stuff e VG247. God of War também figurou em diversas listas de melhores jogos de todos os tempos, incluindo nas da IGN, Popular Mechanics, GamesRadar+, Slant Magazine, e GamingBolt.
Antes de seu lançamento, God of War recebeu o prêmio de "Elogios Especiais para Gráficos" no Game Critics Awards por conta de sua performance na E3 2016. A Game Informer atribuiu ao jogo os prêmios de "Jogo do Show", "Melhor Jogo de Ação" e "Melhor Exclusivo da Sony" na E3 2016. Ele foi indicado em três categorias no IGN Best of E3 2016 Awards, sendo eles: "Jogo do Show", "Melhor Jogo de PlayStation 4" e "Melhor Jogo de Ação". A Screenrant nomeou o trailer de God of War na E3 2016 como o "segundo melhor do show" e a GamesRadar+ o considerou como a "Maior Surpresa do Show". Por sua apresentação na E3 2017, o jogo foi indicado nas categorias de "Jogo do Show" e "Melhor Jogo de PlayStation 4" no IGN Best of E3 2017 Awards e foi honrado como "Melhor Jogo de PlayStation 4" pela DualShockers.
| Ano  | Premiação                                           | Categoria                                                                            | Resultado | Ref.                    |
| ---- | --------------------------------------------------- | ------------------------------------------------------------------------------------ | --------- | ----------------------- |
| 2016 | Game Critics Awards                                 | Elogios Especiais para Gráficos                                                      | Venceu    | [ 166 ]                 |
| 2016 | Golden Joystick Awards 2016                         | Jogo Mais Aguardado                                                                  | Indicado  | [ 173 ]                 |
| 2016 | The Game Awards 2016                                | Jogo Mais Aguardado                                                                  | Indicado  | [ 174 ]                 |
| 2017 | Golden Joystick Awards 2017                         | Jogo Mais Aguardado                                                                  | Indicado  | [ 175 ]                 |
| 2017 | The Game Awards 2017                                | Jogo Mais Aguardado                                                                  | Indicado  | [ 176 ]                 |
| 2018 | The Independent Game Developers' Association Awards | Melhor Jogo de Ação-aventura                                                         | Venceu    | [ 177 ] [ 178 ]         |
| 2018 | The Independent Game Developers' Association Awards | Melhor Design de Áudio                                                               | Indicado  | [ 177 ] [ 178 ]         |
| 2018 | Golden Joystick Awards 2018                         | Melhor Narrativa                                                                     | Venceu    | [ 179 ] [ 180 ] [ 181 ] |
| 2018 | Golden Joystick Awards 2018                         | Melhor Design Visual                                                                 | Venceu    | [ 179 ] [ 180 ] [ 181 ] |
| 2018 | Golden Joystick Awards 2018                         | Melhor Design de Áudio                                                               | Venceu    | [ 179 ] [ 180 ] [ 181 ] |
| 2018 | Golden Joystick Awards 2018                         | Jogo de PlayStation do Ano                                                           | Venceu    | [ 179 ] [ 180 ] [ 181 ] |
| 2018 | Golden Joystick Awards 2018                         | Estúdio do Ano (Santa Monica Studio)                                                 | Venceu    | [ 179 ] [ 180 ] [ 181 ] |
| 2018 | Golden Joystick Awards 2018                         | Ultimate Jogo do Ano                                                                 | Indicado  | [ 179 ] [ 180 ] [ 181 ] |
| 2018 | The Game Awards 2018                                | Jogo do Ano                                                                          | Venceu    | [ 182 ] [ 183 ]         |
| 2018 | The Game Awards 2018                                | Melhor Direção de Jogo                                                               | Venceu    | [ 182 ] [ 183 ]         |
| 2018 | The Game Awards 2018                                | Melhor Jogo de Ação-aventura                                                         | Venceu    | [ 182 ] [ 183 ]         |
| 2018 | The Game Awards 2018                                | Melhor Narrativa                                                                     | Indicado  | [ 182 ] [ 183 ]         |
| 2018 | The Game Awards 2018                                | Melhor Direção de Arte                                                               | Indicado  | [ 182 ] [ 183 ]         |
| 2018 | The Game Awards 2018                                | Melhor Trilha Sonora                                                                 | Indicado  | [ 182 ] [ 183 ]         |
| 2018 | The Game Awards 2018                                | Melhor Design de Áudio                                                               | Indicado  | [ 182 ] [ 183 ]         |
| 2018 | The Game Awards 2018                                | Melhor Performance (Christopher Judge como Kratos)                                   | Indicado  | [ 182 ] [ 183 ]         |
| 2018 | IGN's Best of 2018 Awards                           | Jogo do Ano                                                                          | Venceu    | [ 184 ]                 |
| 2018 | IGN's Best of 2018 Awards                           | Melhor Jogo de Ação-aventura                                                         | Venceu    | [ 185 ]                 |
| 2018 | IGN's Best of 2018 Awards                           | Melhor Direção de Arte                                                               | Venceu    | [ 186 ]                 |
| 2018 | IGN's Best of 2018 Awards                           | Melhores Gráficos                                                                    | Indicado  | [ 186 ]                 |
| 2018 | IGN's Best of 2018 Awards                           | Melhor História                                                                      | Venceu    | [ 187 ]                 |
| 2018 | IGN's Best of 2018 Awards                           | Melhor Música                                                                        | Indicado  | [ 188 ]                 |
| 2018 | IGN's Best of 2018 Awards                           | Melhor Jogo de PlayStation 4                                                         | Venceu    | [ 189 ]                 |
| 2019 | New York Game Awards                                | Big Apple Award para Melhor Jogo do Ano                                              | Venceu    | [ 190 ] [ 191 ]         |
| 2019 | New York Game Awards                                | Statue of Liberty Award para Melhor Mundo                                            | Indicado  | [ 190 ] [ 191 ]         |
| 2019 | New York Game Awards                                | Herman Melville Award para Melhor Escrita                                            | Indicado  | [ 190 ] [ 191 ]         |
| 2019 | New York Game Awards                                | Great White Way Award para Melhor Atuação em um Jogo (Christopher Judge como Kratos) | Venceu    | [ 190 ] [ 191 ]         |
| 2019 | New York Game Awards                                | Great White Way Award para Melhor Atuação em um Jogo (Sunny Suljic como Atreus)      | Indicado  | [ 190 ] [ 191 ]         |
| 2019 | 46° Annie Awards                                    | Melhor Animação de Personagens em um Jogo                                            | Indicado  | [ 192 ]                 |
| 2019 | D.I.C.E. Awards                                     | Jogo do Ano                                                                          | Venceu    | [ 129 ] [ 193 ]         |
| 2019 | D.I.C.E. Awards                                     | Melhor Direção de Jogo                                                               | Venceu    | [ 129 ] [ 193 ]         |
| 2019 | D.I.C.E. Awards                                     | Melhor Direção de Arte                                                               | Venceu    | [ 129 ] [ 193 ]         |
| 2019 | D.I.C.E. Awards                                     | Melhor Trilha Sonora Original                                                        | Venceu    | [ 129 ] [ 193 ]         |
| 2019 | D.I.C.E. Awards                                     | Melhor Design de Áudio                                                               | Venceu    | [ 129 ] [ 193 ]         |
| 2019 | D.I.C.E. Awards                                     | Melhor História                                                                      | Venceu    | [ 129 ] [ 193 ]         |
| 2019 | D.I.C.E. Awards                                     | Jogo de Aventura do Ano                                                              | Venceu    | [ 129 ] [ 193 ]         |
| 2019 | D.I.C.E. Awards                                     | Excelência em Design de Jogo                                                         | Venceu    | [ 129 ] [ 193 ]         |
| 2019 | D.I.C.E. Awards                                     | Melhor Personagem (Kratos)                                                           | Venceu    | [ 129 ] [ 193 ]         |
| 2019 | D.I.C.E. Awards                                     | Melhor Personagem (Atreus)                                                           | Indicado  | [ 129 ] [ 193 ]         |
| 2019 | D.I.C.E. Awards                                     | Excelência em Animação                                                               | Indicado  | [ 129 ] [ 193 ]         |
| 2019 | D.I.C.E. Awards                                     | Excelência em Realização Técnica                                                     | Indicado  | [ 129 ] [ 193 ]         |
| 2019 | Writers Guild of America Awards 2019                | Melhor Roteiro em um Jogo Eletrônico                                                 | Venceu    | [ 194 ] [ 195 ]         |
| 2019 | NAVGTR Awards 2019                                  | Jogo do Ano                                                                          | Venceu    | [ 196 ] [ 197 ]         |
| 2019 | NAVGTR Awards 2019                                  | Melhor Animação, Artístico                                                           | Venceu    | [ 196 ] [ 197 ]         |
| 2019 | NAVGTR Awards 2019                                  | Melhor Animação, Técnico                                                             | Indicado  | [ 196 ] [ 197 ]         |
| 2019 | NAVGTR Awards 2019                                  | Melhor Direção de Arte, Fantasia                                                     | Venceu    | [ 196 ] [ 197 ]         |
| 2019 | NAVGTR Awards 2019                                  | Melhor Direção de Câmera em um Motor de Jogo                                         | Venceu    | [ 196 ] [ 197 ]         |
| 2019 | NAVGTR Awards 2019                                  | Melhor Design de Personagem                                                          | Venceu    | [ 196 ] [ 197 ]         |
| 2019 | NAVGTR Awards 2019                                  | Melhor Design de Controles, 3D                                                       | Venceu    | [ 196 ] [ 197 ]         |
| 2019 | NAVGTR Awards 2019                                  | Melhor Precisão de Controle                                                          | Indicado  | [ 196 ] [ 197 ]         |
| 2019 | NAVGTR Awards 2019                                  | Melhor Design, Franquia                                                              | Venceu    | [ 196 ] [ 197 ]         |
| 2019 | NAVGTR Awards 2019                                  | Melhor Direção Cinematográfica                                                       | Venceu    | [ 196 ] [ 197 ]         |
| 2019 | NAVGTR Awards 2019                                  | Melhor Engenharia                                                                    | Indicado  | [ 196 ] [ 197 ]         |
| 2019 | NAVGTR Awards 2019                                  | Melhor Jogo de Aventura, Franquia                                                    | Venceu    | [ 196 ] [ 197 ]         |
| 2019 | NAVGTR Awards 2019                                  | Melhores Gráficos, Técnico                                                           | Venceu    | [ 196 ] [ 197 ]         |
| 2019 | NAVGTR Awards 2019                                  | Melhor Iluminação/Textura                                                            | Venceu    | [ 196 ] [ 197 ]         |
| 2019 | NAVGTR Awards 2019                                  | Melhor Trilha Sonora Dramática, Franquia                                             | Venceu    | [ 196 ] [ 197 ]         |
| 2019 | NAVGTR Awards 2019                                  | Melhor Performance em um Drama, Principal (Christopher Judge)                        | Venceu    | [ 196 ] [ 197 ]         |
| 2019 | NAVGTR Awards 2019                                  | Melhor Performance em um Drama, Principal (Sunny Suljic)                             | Indicado  | [ 196 ] [ 197 ]         |
| 2019 | NAVGTR Awards 2019                                  | Melhor Performance em um Drama, Suporte (Jeremy Davies)                              | Indicado  | [ 196 ] [ 197 ]         |
| 2019 | NAVGTR Awards 2019                                  | Melhor Edição de Som em um Jogo Cinematográfico                                      | Venceu    | [ 196 ] [ 197 ]         |
| 2019 | NAVGTR Awards 2019                                  | Melhores Efeitos de Som                                                              | Venceu    | [ 196 ] [ 197 ]         |
| 2019 | NAVGTR Awards 2019                                  | Melhor Uso de Som, Franquia                                                          | Indicado  | [ 196 ] [ 197 ]         |
| 2019 | NAVGTR Awards 2019                                  | Melhor Escrita em um Drama                                                           | Venceu    | [ 196 ] [ 197 ]         |
| 2019 | SXSW Gaming Awards 2019                             | Jogo do Ano                                                                          | Venceu    | [ 198 ] [ 199 ]         |
| 2019 | SXSW Gaming Awards 2019                             | Excelência em SFX                                                                    | Indicado  | [ 198 ] [ 199 ]         |
| 2019 | SXSW Gaming Awards 2019                             | Excelência em Animação                                                               | Indicado  | [ 198 ] [ 199 ]         |
| 2019 | SXSW Gaming Awards 2019                             | Excelência em Gameplay                                                               | Indicado  | [ 198 ] [ 199 ]         |
| 2019 | SXSW Gaming Awards 2019                             | Excelência em Realização Técnica                                                     | Indicado  | [ 198 ] [ 199 ]         |
| 2019 | SXSW Gaming Awards 2019                             | Excelência em Narrativa                                                              | Indicado  | [ 198 ] [ 199 ]         |
| 2019 | SXSW Gaming Awards 2019                             | Excelência em Visual                                                                 | Venceu    | [ 198 ] [ 199 ]         |
| 2019 | SXSW Gaming Awards 2019                             | Excelência em Design                                                                 | Venceu    | [ 198 ] [ 199 ]         |
| 2019 | Game Developers Choice Awards 2019                  | Jogo do Ano                                                                          | Venceu    | [ 134 ] [ 200 ]         |
| 2019 | Game Developers Choice Awards 2019                  | Melhor Áudio                                                                         | Indicado  | [ 134 ] [ 200 ]         |
| 2019 | Game Developers Choice Awards 2019                  | Melhor Design                                                                        | Indicado  | [ 134 ] [ 200 ]         |
| 2019 | Game Developers Choice Awards 2019                  | Melhor Narrativa                                                                     | Indicado  | [ 134 ] [ 200 ]         |
| 2019 | Game Developers Choice Awards 2019                  | Melhor Tecnologia                                                                    | Indicado  | [ 134 ] [ 200 ]         |
| 2019 | Game Developers Choice Awards 2019                  | Melhor Arte Visual                                                                   | Indicado  | [ 134 ] [ 200 ]         |
| 2019 | Game Audio Network Guild Awards 2019                | Áudio do Ano                                                                         | Venceu    | [ 201 ] [ 202 ]         |
| 2019 | Game Audio Network Guild Awards 2019                | Música do Ano                                                                        | Venceu    | [ 201 ] [ 202 ]         |
| 2019 | Game Audio Network Guild Awards 2019                | Design de Som do Ano                                                                 | Venceu    | [ 201 ] [ 202 ]         |
| 2019 | Game Audio Network Guild Awards 2019                | Melhor Trilha Sonora Interativa                                                      | Indicado  | [ 201 ] [ 202 ]         |
| 2019 | Game Audio Network Guild Awards 2019                | Melhor Áudio em uma Cutscene Cinematográfica                                         | Venceu    | [ 201 ] [ 202 ]         |
| 2019 | Game Audio Network Guild Awards 2019                | Melhor Diálogo                                                                       | Indicado  | [ 201 ] [ 202 ]         |
| 2019 | Game Audio Network Guild Awards 2019                | Melhor Instrumental Original ("God of War")                                          | Indicado  | [ 201 ] [ 202 ]         |
| 2019 | Game Audio Network Guild Awards 2019                | Melhor Composição Original ("Lullaby of the Giants")                                 | Venceu    | [ 201 ] [ 202 ]         |
| 2019 | Game Audio Network Guild Awards 2019                | Melhor Mixagem de Áudio                                                              | Venceu    | [ 201 ] [ 202 ]         |
| 2019 | British Academy Games Awards 2019                   | Melhor Jogo                                                                          | Venceu    | [ 125 ] [ 203 ]         |
| 2019 | British Academy Games Awards 2019                   | Realização Artística                                                                 | Indicado  | [ 125 ] [ 203 ]         |
| 2019 | British Academy Games Awards 2019                   | Realização de Áudio                                                                  | Venceu    | [ 125 ] [ 203 ]         |
| 2019 | British Academy Games Awards 2019                   | Design de Jogo                                                                       | Indicado  | [ 125 ] [ 203 ]         |
| 2019 | British Academy Games Awards 2019                   | Música                                                                               | Venceu    | [ 125 ] [ 203 ]         |
| 2019 | British Academy Games Awards 2019                   | Narrativa                                                                            | Venceu    | [ 125 ] [ 203 ]         |
| 2019 | British Academy Games Awards 2019                   | Performance (Christopher Judge como Kratos)                                          | Indicado  | [ 125 ] [ 203 ]         |
| 2019 | British Academy Games Awards 2019                   | Performance (Danielle Bisutti como Freya)                                            | Indicado  | [ 125 ] [ 203 ]         |
| 2019 | British Academy Games Awards 2019                   | Performance (Jeremy Davies como "O Estranho"/Baldur)                                 | Venceu    | [ 125 ] [ 203 ]         |
| 2019 | British Academy Games Awards 2019                   | Performance (Sunny Suljic como Atreus)                                               | Indicado  | [ 125 ] [ 203 ]         |

## Adaptações

### Romance
Uma romantização oficial do jogo, escrita pelo pai de Cory Barlog, James M. Barlog, foi lançada em 28 de agosto de 2018 pela Titan Books. Também está disponível uma versão em audiolivro, narrada por Alastair Duncan, que deu voz a Mímir no jogo.
O romance reconta os eventos do jogo, mas ao contrário dos dois romances anteriores da série, este permanece muito próximo de seu material de origem com algumas exceções notáveis. Um exemplo a ser dado é que o jogo nunca revelou como ou por que Kratos acabou na antiga Noruega, ou quanto tempo se passou desde o final de God of War III. O romance dá uma indicação; Kratos escolheu deixar a Grécia Antiga para esconder sua identidade e mudar quem ele era. Em algum momento depois de deixar a Grécia, ele luta contra alguns lobos e é salvo por uma figura feminina encapuzada, presumivelmente Faye. Mais tarde, durante a jornada, Kratos, Atreus e Mímir veem um mural com os lobos Skoll e Hati. Isso fez com que Kratos tivesse um flashback daquela batalha e o fez se perguntar se foram eles que o arrastaram para essa nova terra e por quê. Houve também algumas retificações, como no final de God of War III, Kratos tinha as Lâminas do Exílio, mas neste romance, diz-se que ele tinha as Lâminas do Caos depois de matar Zeus. É ainda mencionado que ele tentou várias vezes se livrar das lâminas, mas pelo destino, elas continuaram retornando a ele (por exemplo, houve um momento que ele as jogou de um penhasco, mas elas foram levados para uma praia próxima a ele). Algum tempo depois de acabar na Noruega, ele decidiu escondê-las em sua casa e nunca usá-las novamente. Este momento foi declarado como tendo ocorrido cinquenta anos antes do início da história atual. Quando Kratos recupera as Lâminas do Caos, ele ouve o discurso de Pandora sobre a esperança de God of War III.
No jogo, no reino de Jötunheim, Kratos vê uma última imagem no mural que aparentemente mostra Atreus segurando o seu cadáver, mas no romance, este mural está parcialmente quebrado e não mostra o cadáver que Atreus está segurando. Brok e Sindri também revelaram porque fizeram o Machado Leviatã para Faye. Ela tinha chegado a eles como a última Guardiã de Jötnar e precisava de uma arma para proteger seu povo. Os Irmãos Huldra construíram o Machado Leviatã para ela e para ser igual ao Mjölnir, de Thor. Mímir também mencionou que Faye, ou melhor, Laufey, a Justa, frustrou muitos dos planos dos deuses Æsir, incluindo libertar escravos, e Thor nunca conseguiu encontrá-la. O Escudo do Guardião de Kratos nunca é mencionado e Modi não os embosca, resultando em Atreus ficando doente. Atreus adoece pouco depois do primeiro encontro em que Kratos mata Magni.

### Quadrinhos
Uma série prequela de quadrinhos de quatro edições foi publicada mensalmente pela Dark Horse Comics, com a edição inicial — God of War #1 — lançada em novembro de 2018 e a última — God of War #4 — em fevereiro de 2019. Escrita por Chris Roberson com arte de Tony Parker, ocorre entre os eventos de God of War III e o jogo de 2018. Há também uma edição especial, intitulada God of War #0, que está presente entre os vários conteúdos digitais na edição de colecionador Digital Deluxe Edition do jogo.

## Sequência
O jornalista Jason Schreier, da Kotaku, questionou o diretor Barlog sobre futuros jogos em uma entrevista realizada em abril de 2018. Ele perguntou: "Então, quanto do futuro plano de jogos você mapeou em sua cabeça?", Barlog respondeu: "Cinco jogos". Schreier continuou dizendo "Então são 25 anos?" referindo-se ao fato de que God of War levou cinco anos para ser desenvolvido. Barlog disse: "Não. Eu quero descobrir como tornar essas coisas mais rápidas". No contexto da situação, Barlog comentou em seu Twitter que desenvolver cinco jogos por longos anos "literalmente me matariam [...] você pode ter certeza de que a realidade será mais medida do que a especulação na discussão com a Kotaku. Em abril de 2019, a atriz que atuou na DLC The Frozen Wilds do jogo Horizon Zero Dawn, comentou em seu Twitter que um novo título de Horizon estaria em desenvolvimento. Visto isso, Schreier respondeu que uma sequência de God of War também estaria em desenvolvimento, dizendo: "Não quero chocar muito vocês de uma só vez, mas haverá outro God of War também". Essa afirmação, no entanto, não foi confirmada oficialmente pela Sony na época.
Em comemoração ao aniversário de um ano do jogo, a Santa Monica distribuiu um tema dinâmico para PlayStation 4 com Kratos e Atreus sentados em seu barco. Nele contém runas gravadas ao lado que traduzido ficaria: "Ragnarok está chegando". Com isso, muitos insinuaram que a sequência de God of War teria um foco narrativo no Ragnarok. Em setembro de 2020, durante o PlayStation 5 Showcase, God of War Ragnarök foi oficialmente confirmado e lançado em novembro de 2022 para PlayStation 4 e PlayStation 5.

### Obras citadas
- Barlog, James M. (28 de agosto de 2018). God of War – The Official Novelization. Col: God of War 1st ed. United States: Titan Books. ISBN 978-1-789-09014-7
- Juba, Joe (Fevereiro de 2018). «Worshipping at New Altars: How Sony is Reinventing God of War». Game Informer (298). Minneapolis, Minnesota: GameStop. pp. 34–45